# Federazione cestistica di Saint Vincent e Grenadine
La Federazione cestistica di Saint Vincent e Grenadine è l'ente che controlla e organizza la pallacanestro a Saint Vincent e Grenadine.
La federazione controlla inoltre la nazionale di pallacanestro di Saint Vincent e Grenadine. Ha sede a Kingstown e l'attuale presidente è Wayne Ferdinand Williams.
È affiliata alla FIBA dal 1984 e organizza il campionato di pallacanestro di Saint Vincent e Grenadine.